# Месник з Гянджабасара
Месник з Гянджабасара або Ґатир Мамед (азерб. Qatır Məmməd) — азербайджанський радянський фільм, режисерський дебют  Расіма Оджагова. Прем'єра фільму відбулася у Москві 3 березня 1975 року.

## Сюжет
Фільм оповідає про легендарного ватажка селянського руху 1919—1920 років в Гянджинський губернії Ґатир (Катир) Мамеда.

## У ролях
- Шахмар Алекперов — Ґатир Мамед
- Расім Балаєв — Азіз
- Гасан Мамедов — Самед Джавадов
- Ісмаїл Дагестанли — Фаталі Хан Хойський
- Каміль Кубушев — Садик-хан
- Мамедрза Шейхзаманов — губернатор
- Олев Ескола — Мюллер
- Анатолій Фалькович — Скотт
- Сафура Ібрагімова — Габіба
- Гасан Турабов — Салімов

## Знімальна група
- Режисер — Расім Оджагов
- Сценаристи — Михайло Маклярський, Кирило Рапопорт
- Оператори — Тейюб Ахундов, Шаріф Шаріфов
- Композитор — Джангір Джангіров
- Художники — Надір Зейналов, Рафіс Ісмайлов